# Heilige-Apostel-Kloster (Muş)
Koordinaten: 38° 41′ 44,8″ N, 41° 31′ 10,3″ O

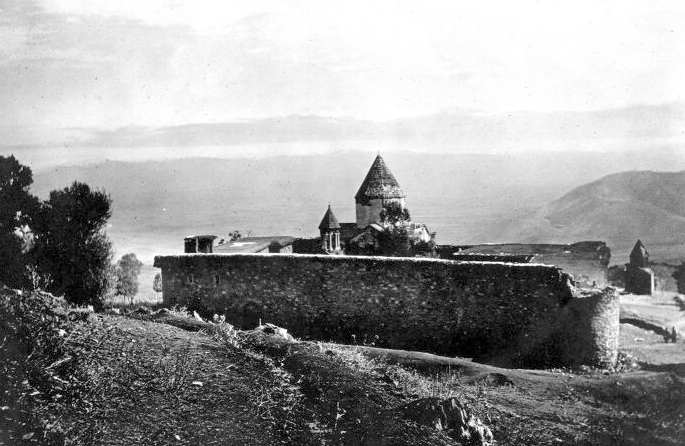
Das Heilige-Apostel-Kloster in den 1900er Jahren

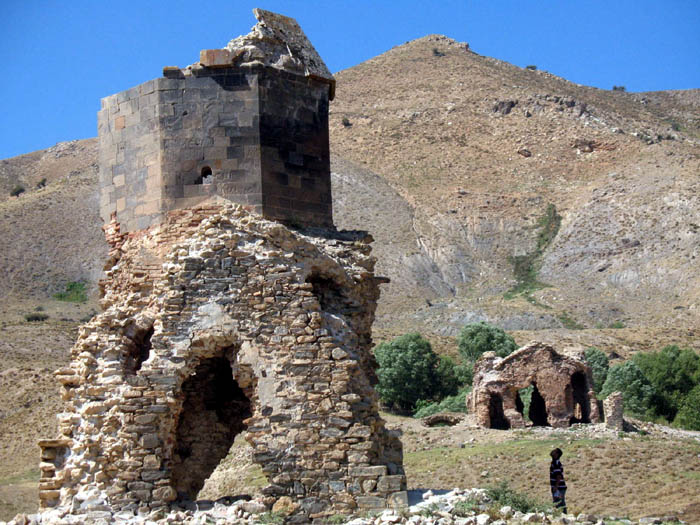
Ruinen des Arak'elots-Klosters 2010

Das Heilige-Apostel-Kloster (armenisch Սուրբ Առաքելոց վանք Surb Arakelots vank) war ein armenisch-apostolisches Kloster aus dem 6. Jahrhundert in der Provinz Taron im historischen Armenien, 5 km südöstlich der Stadt Muş (heute in der Region Ostanatolien in der Türkei). Das Kloster wurde durch die türkische Armee zerstört, nachdem die armenische Bevölkerung von Muş während des Völkermords an den Armeniern 1915 massakriert wurde.

## Geschichte
Das Arak'elots-Kloster ist eine Gründung Gregor des Erleuchters aus dem 4. Jahrhundert zur Aufnahme der Reliquien, die er in Rom erhalten hatte. Diese Apostelreliquien – darunter die linken Arme von Sankt Peter und Sankt Paul und der rechte Arm des Apostels Andreas – trugen zur Namensgebung des Klosters bei.
Durch Plünderungen und Kunstraub verblieben nur Gebäudereste aus dem 10. Jahrhundert. Während der wieder etablierten Regentschaft der Mamikonjaner in der nachbyzantinischen Periode wurde das Kloster zum wichtigsten Kultur- und Religionszentrum von Taron.
Die Geschichte des Klosters nach der Mamikonjan-Herrschaft ist geprägt von muslimischen Überfällen, Massakern, kurzen Perioden des Verlassens, gefolgt von einer Wiederbelebung der Klostergemeinde. Unter der osmanischen Herrschaft kehrte eine gewisse Stabilität zurück und der Wohlstand des Klosters wuchs zunächst, sank allerdings mit den osmanisch-safawidischen Kriegen im 17. Jahrhundert. In den 1660er Jahren zerstörte ein Erdbeben den größten Teil der Gebäude. Nach den Massakern an den Armeniern unter Sultan Abdülhamid II. in den 1890er Jahren reduzierte man die Kongregation auf einen Prior und zwei bis drei Mönche. 1901 fand hier eine siegreiche Schlacht der Armenier um das Kloster statt. Dank der kontinuierliche Anwesenheit der Reliquien im Kloster blieb dieses bis zum Ersten Weltkrieg ein wichtiger Pilgerort. Im Zuge der Ereignisse um 1915 wurde das Kloster angegriffen und der letzte Prior Yovhannes Vardapet Muratian getötet.

## Architektur
Das auf einer Höhe von 1750 Metern gelegene Kloster bestand aus der Hauptkirche Sankt Aposteln, einem annähernd quadratischen Kreuzkuppelbau mit halbrunder Apsis und rechteckigen Nebenräumen in allen vier Ecken. Im Westen war ein heute zerstörter Schamatun aus dem Jahr 1555 angebaut, dessen Dach von vier quadratischen Mittelpfeilern getragen wurde. Südlich grenzte an die Hauptkirche die 1663 datierte Kapelle Sankt Stephanos. Die Kirche Sankt Thaddäus 300 Meter östlich war ein einschiffiger Raum mit Zentralkuppel.

## Besitz und Grabstätten
Viele armenische Manuskripte, darunter das Homiliarium (Ms. 7729, bekannt als das Muş-Homiliarium, das größte Manuskript in Matenadaran), gehörten zum Arakelots-Kloster.
Der Geschichtswissenschaftler Movses Khorenatsi und der berühmte Philosoph David Anhaght wurden in der Nähe des Heilige-Apostel-Klosters begraben.

## Galerie

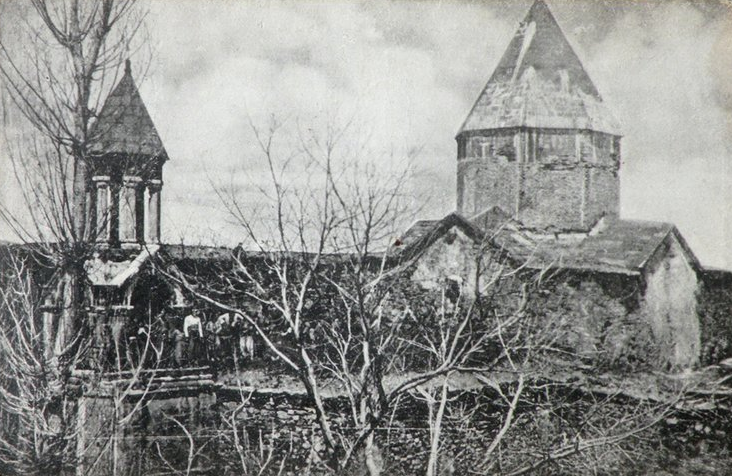
Großaufnahme des Klosters (in den 1900ern)
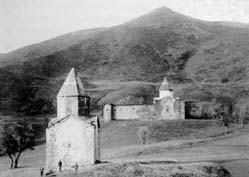
Heilige-Apostel-Kloster